# Tigran Hamasian
Tigran Hamasian (în armeană Տիգրան Համասյան; n. 17 iulie 1987) este un pianist armean de jazz. Cântă în mare parte compoziții originale, puternic influențate de tradiția folclorică a armenilor. În plus față de influența populară a lui Tigran, el este mult influențat de tradițiile jazzului american și, într-o oarecare măsură, ca pe albumul său Red Hail, de rock progresiv. Albumul său solo „A Fable” este albumul cel mai puternic influențat de tradiția populară armeană. Chiar și în cele mai cunoscute compoziții de jazz ale sale și în interpretarea unor piese binecunoscute de jazz, improvizațiile sale conțin adesea înflorituri inspirate din muzica tradițională a Orientului Mijlociu și a Asiei de Sud-Vest.

## Tinerețe
Hamasian s-a născut în Gyumri, Armenia. Strămoșii lui erau din regiunea Kars. Tatăl său era bijutier, iar mama lui era designer de modă. La vârsta de trei ani a început să cânte la pianul familiei sale și a fost înscris la o școală de muzică de la vârsta de șase ani. Când era tânăr, el a visat să fie chitarist de thrash metal.
A studiat jazzul de la vârsta de nouă ani, apoi a încercat să încorporeze melodii folclorice locale în improvizații de jazz în timpul adolescenței. În această etapă, Hamasian a fost influențat de compozitorii armeni Arno Babajanian și Avet Terterian. Hamasian, împreună cu părinții și sora lui, s-a mutat la Erevan la vârsta de zece ani  și apoi în California, când avea 16 ani. El locuiește în prezent în Erevan, Armenia.

## Carieră
Hamasian a înregistrat primul sau album, World Passion, la vârsta de 18 ani. A petrecut mai mult timp în 2013 în Armenia, pentru a-și îmbogăți cunoștințele despre muzica populară armeană.

## Premii
- În 2006 a luat remiul I al Institutului de Jazz Thelonious Monk,[8] iar în 2013: a luat Premiul Vilcek pentru cel mai promițător compozitor de muzică contemporană[9] În 2016 a fost laureat al premiului ECHO Jazz.[10]

## Discografie

### Albume
| An   | Album                    | Casă de discuri  | Poziții de vârf | Poziții de vârf |
| An   | Album                    | Casă de discuri  | BEL (Wa)        | FR              |
| ---- | ------------------------ | ---------------- | --------------- | --------------- |
| 2006 | World Passion            | Nocturne         | –               | –               |
| 2007 | New Era                  | Plus Loin Music  | –               | –               |
| 2009 | Aratta Rebirth: Red Hail | Plus Loin Music  | –               | –               |
| 2011 | A Fable                  | Verve            | –               | 70              |
| 2013 | Shadow Theater           | Verve            | 127             | 63              |
| 2015 | Mockroot                 | Nonesuch Records | –               | –               |
| 2015 | Luys i Luso              | ECM Records      | –               | 68              |
| 2017 | An Ancient Observer      | Nonesuch Records | 111             | 191             |